# Гем а
Гем  а — вид гема, координационный комплекс макроциклического лиганда порфирина и атома железа.

## Связь с другими гемами
Гем а отличается от гема В тем, что его боковая метильная цепь в восьмой позиции окислена до альдегидной группы, а гидроксиметилфарнезильная группа присоединена к боковой винильной цепи в позиции три. Гем  а похож по строению на гем О: оба содержат фарнезеновый радикал в позиции три, но у гем  а О нет альдегидной группы, вместо неё он сохраняет метильную. Точная структура гема а, основанная на исследовании восстановленного гема с Fe(II) методом ядерного магнитного резонанса и инфракрасной спектроскопии, была опубликована в 1975 году.

## История
Гем а был впервые изолирован немецким биохимиком Отто Варбургом в 1951 году. Им же было доказано, что он является активным компонентом встроенного в мембрану металлопротеина цитохром c-оксидазы.

## Стереохимия
До последнего времени вопрос о полной химической структуре гема а был не разрешён, до конца оставалось неясным геометрическое положения атома углерода в 3-й позиции кольца I. Недавно было опубликовано исследование, установившее его принадлежность к хиральной S-конфигурации.
Как и гем b, гем а обычно связан с аппопротеином через координационные связи между гемом железа и боковыми цепочками аминокислот. Он содержится в гемоглобине, миоглобине, а также в важном ферменте дыхательной цепи — цитохром с-оксидазе.

Гем а в цитохром-оксидазе с(ЦСО) крепится двумя боковыми гистидиновыми цепочками (показаны розовым)
Примером металлопротеина, содержащего гем а, является цитохром с-оксидаза. Этот очень сложный белок содержит гем а на двух сайтах, выполняющих различные функции. Железо гема а в цитохроме а шестикоординированно, поскольку связано с шестью другими атомами, а в цитохроме а3 оно соединено только с пятью атомами, что делает шестую связь доступной для связывания с молекулярным кислородом. Кроме того, фермент несёт на себе три иона меди и несколько ионов калия и натрия. Полагают, что оба гема А в ЦСО с лёгкостью обмениваются электронами между собой, а также с ионами меди и близко расположенным цитохромом с.
Согласно современным представлением две формильные группы и изопреноидная боковая цепь играют важную роль в сохранении энергии восстановления кислорода цитохром с-оксидазой. ЦСО, по-видимому, ответственна за сохранение этой энергии и перекачку протонов во внутримитохондриальное пространство.